# New Technology Telescope
New Technology Telescope (NTT, рус. Телескоп новой технологии) — альт-азимутальный 3,58-метровый телескоп системы Ричи — Кретьена, принадлежащий Европейской южной обсерватории (ESO). Начал работу в 1989 году. Расположен в Чили в обсерватории Ла-Силья, является одним из первых телескопов, использующих технологию активной оптики.

## Характеристики

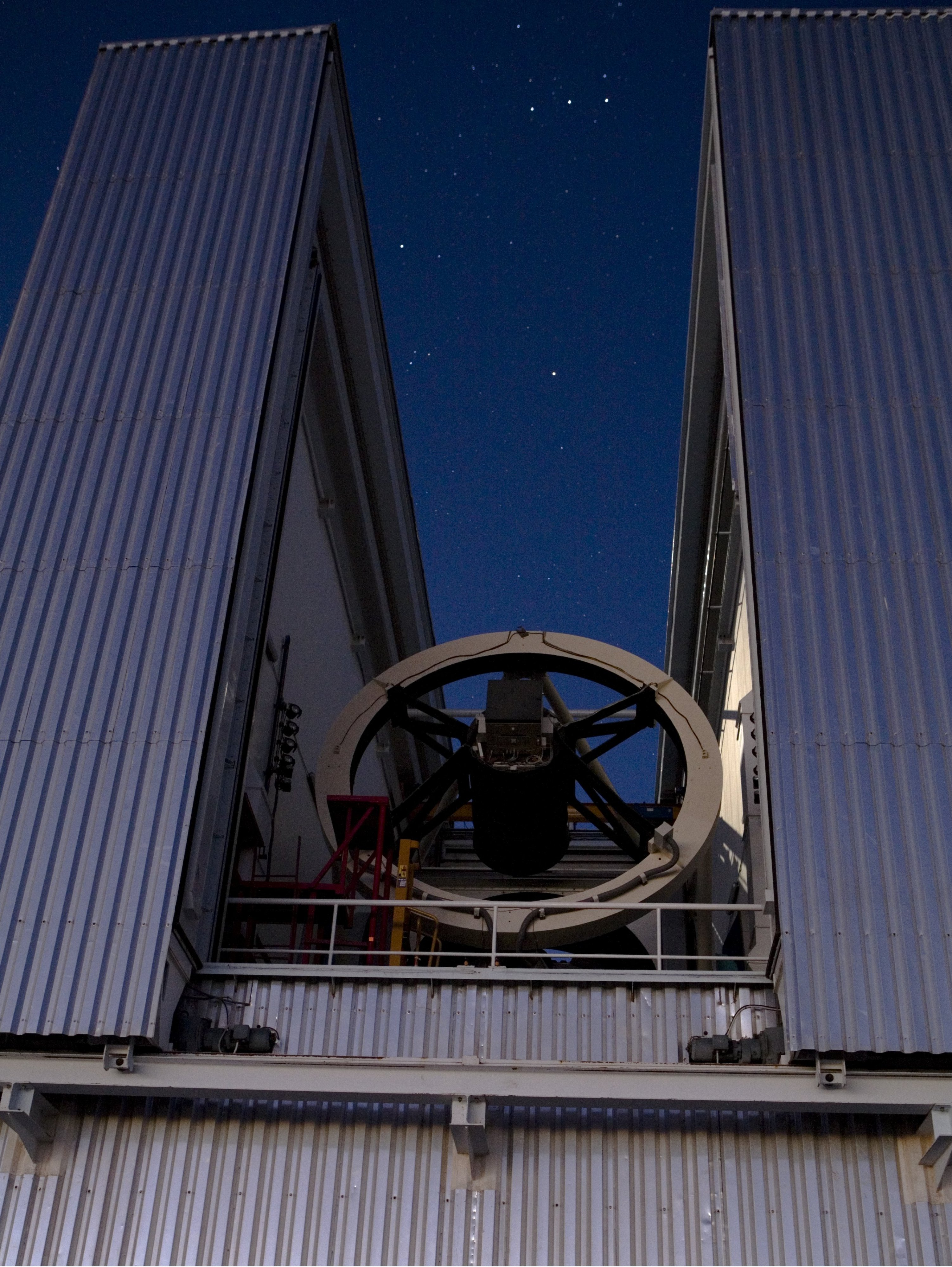
Телескоп NTT в обсерватории Ла-Силья

Главное зеркало телескопа является гибким и его форма может изменяться в течение наблюдений таким образом, чтобы качество изображения сохранялось оптимальным. Положение вторичного зеркала может корректироваться в трёх направлениях. Данная технология, разработанная ESO, в настоящее время применяется на всех крупных современных телескопах, таких как Очень большой телескоп в Паранальской обсерватории и будущий Европейский чрезвычайно большой телескоп. Структура башни телескопа также является выдающимся технологическим решением. Купол телескопа сравнительно мал; система вентиляции работает таким образом, чтобы поток воздуха, обтекающий зеркало, уменьшал турбулентность и способствовал получению более чёткого изображения.
Хотя и до создания NTT существовали телескопы, такие как Северный оптический телескоп, оснащённые лёгкими зеркалами, форму которых можно было менять с помощью приводов, всё же NTT был заявлен как первый телескоп, использовавший технологию полностью активной оптики. При создании телескопа и башни для него использовался ряд новых технологий, что было отражено и в названии телескопа. В частности, особое внимание было уделено вентилированию телескопа; также в окрестности телескопа были исключены источники сильного нагрева. С момента создания телескоп подвергался нескольким усовершенствованиям, что способствовало улучшению качества. Также на примере данного телескопа проверялся ряд инженерных решений, воплощённых затем при создании Очень большого телескопа.
Первоначально у NTT существовала та же проблема, что и у телескопа «Хаббл» — форма зеркала оказалась неправильной. Однако система активной оптики позволила внести поправку путём коррекции формы зеркала.

## Инструменты
В настоящее время телескоп NTT оснащён двумя инструментами:
- SofI ("Son of ISAAC", инструмент VLT), приёмник излучения в ближней инфракрасной части спектра и спектрограф низкого разрешения, работающий в режимах поляриметрии и высокого разрешения по времени;
- EFOSC2 (ESO Faint Object Spectrograph and Camera, v.2), приёмник видимого излучения и спектрограф низкого разрешения,  работающий в режимах спектроскопии нескольких объектов, поляриметрии и коронографа.

## Исследования, проводимые при помощи NTT
Среди исследований, данные для которых были получены при помощи NTT, можно указать изучение центра Галактики, наблюдение схожих с солнечными колебательных процессов в других звёздах, обнаружение всё более далёких галактик. Недавно при наблюдениях на NTT был обнаружен диск около массивной молодой звезды, что способствовало разрешению проблемы звездообразования для массивных звёзд; также наблюдения на NTT внесли большой вклад в исследование изменения формы астероидов под воздействием солнечного ветра.
Наблюдения звёзд, обращающихся вокруг центра Млечного Пути, позволило определить массу и радиус сверхмассивной чёрной дыры в центре нашей галактики, что подтвердило возможность существования подобного массивного компактного объекта.

## Галерея

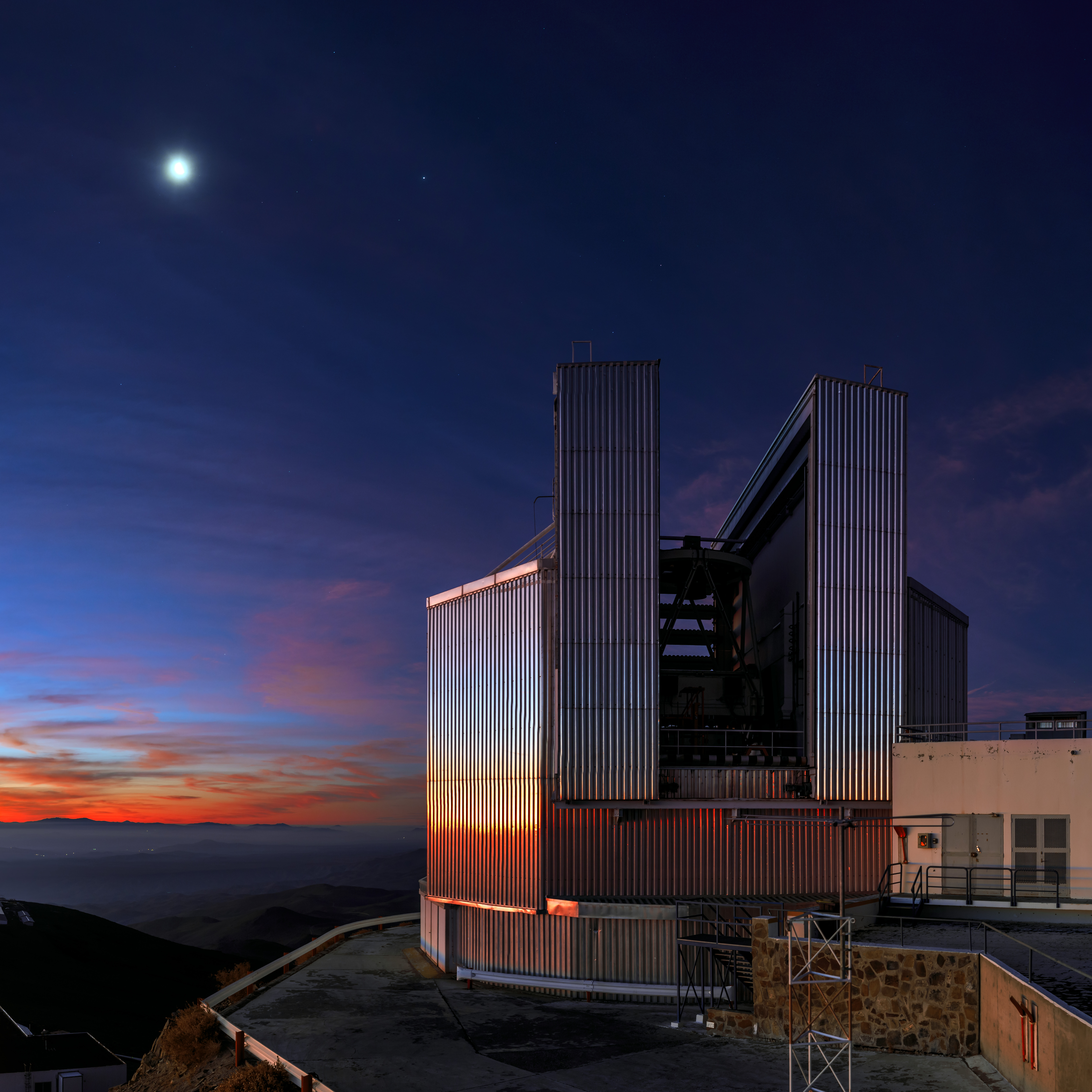
Тёплое сияние в солнечных лучах[13].
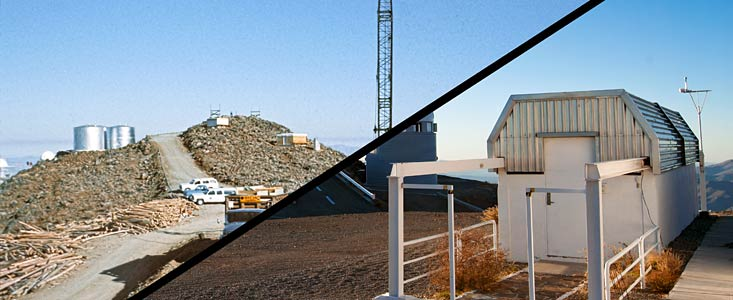
Создание NTT — до
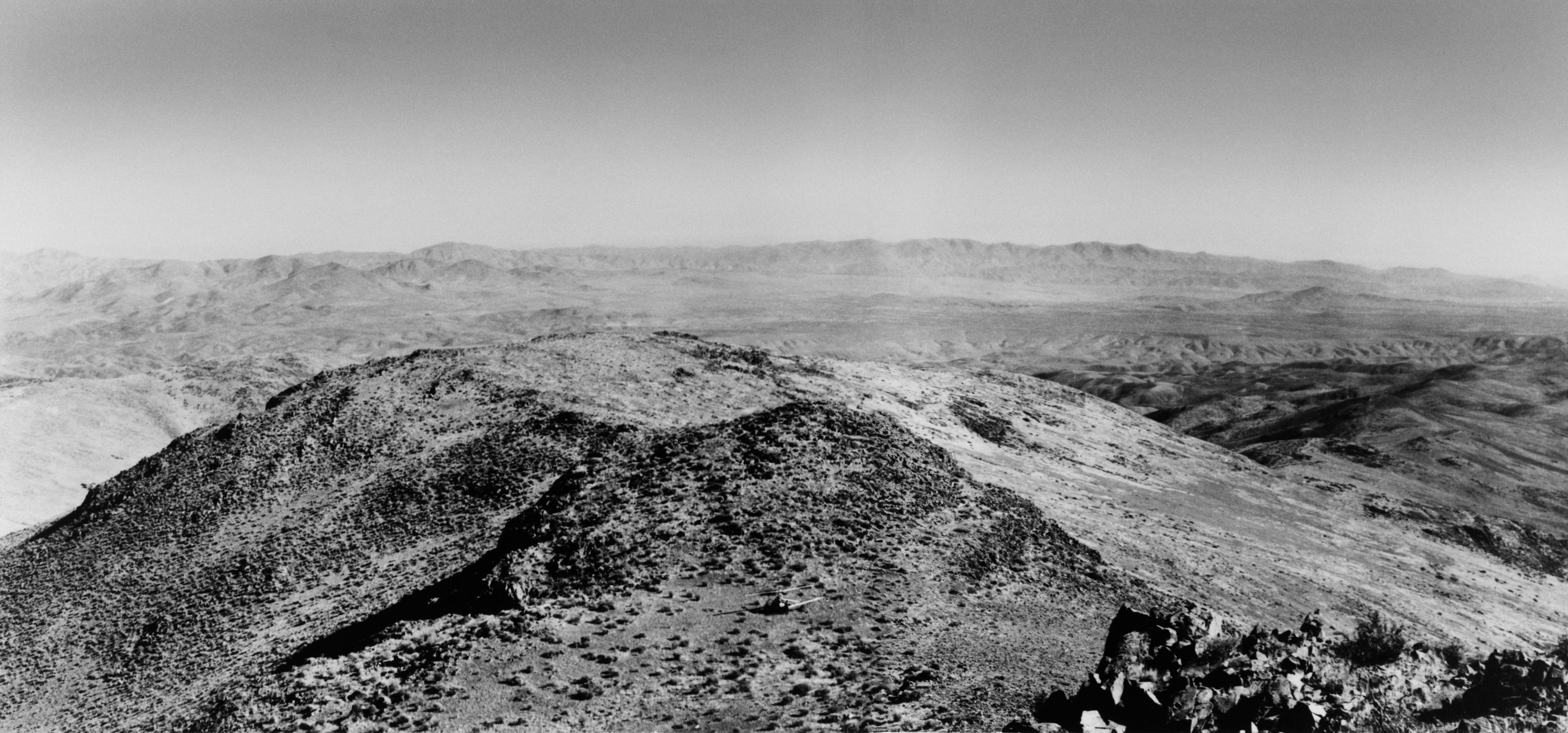
Создание NTT — после
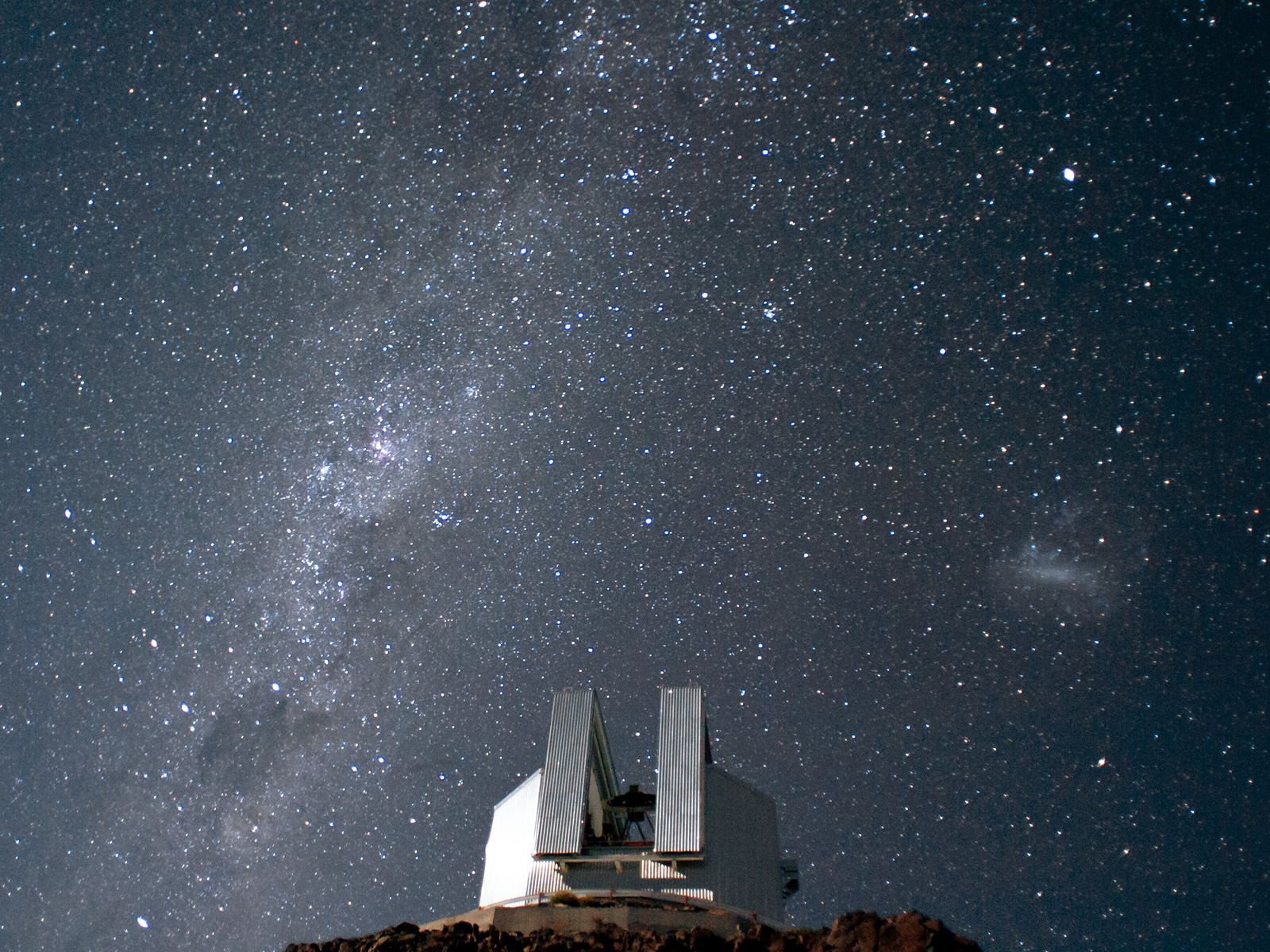
NTT под ночным небом
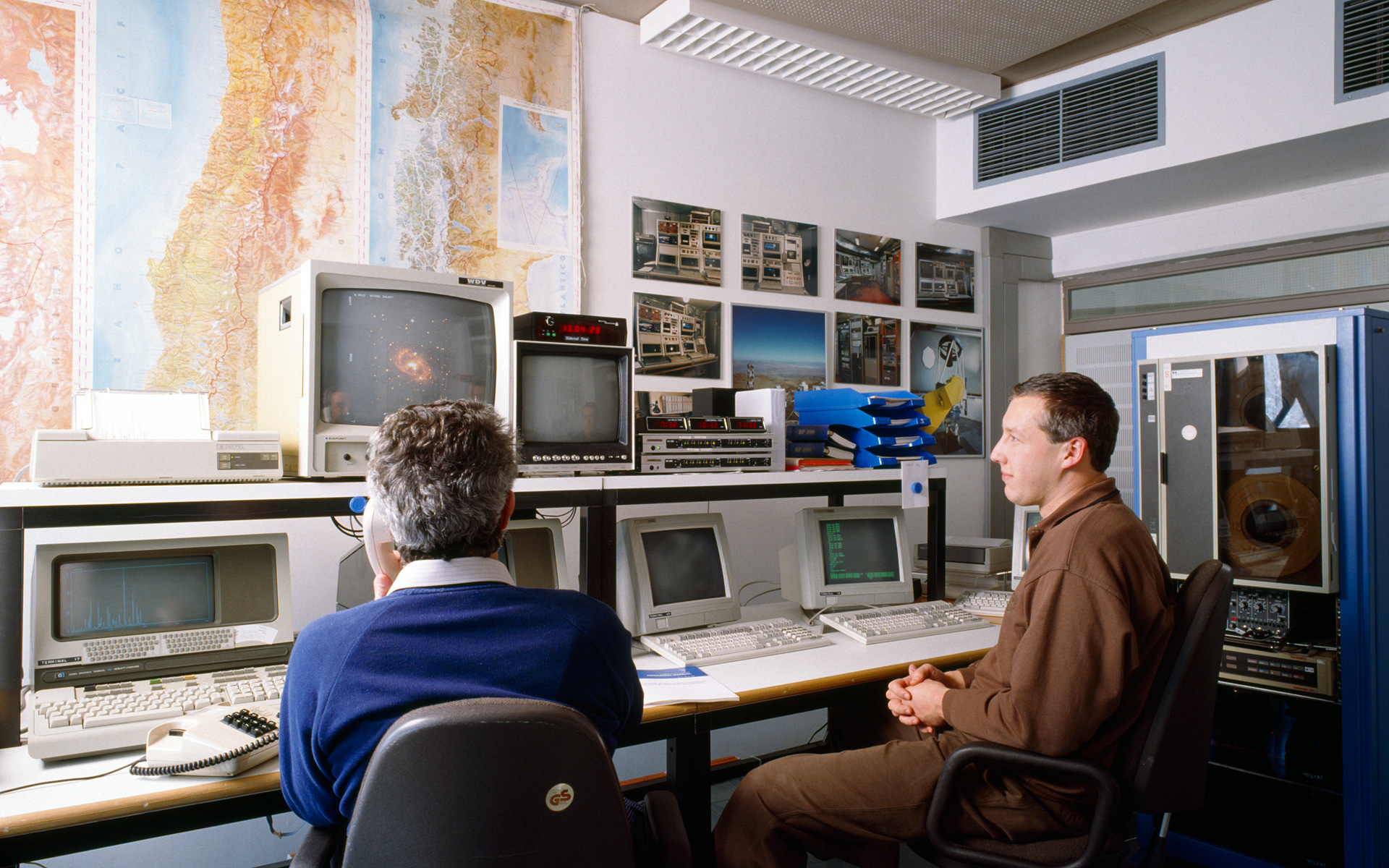
Зал удалённого контроля, Гархинг-бай-Мюнхен, Германия
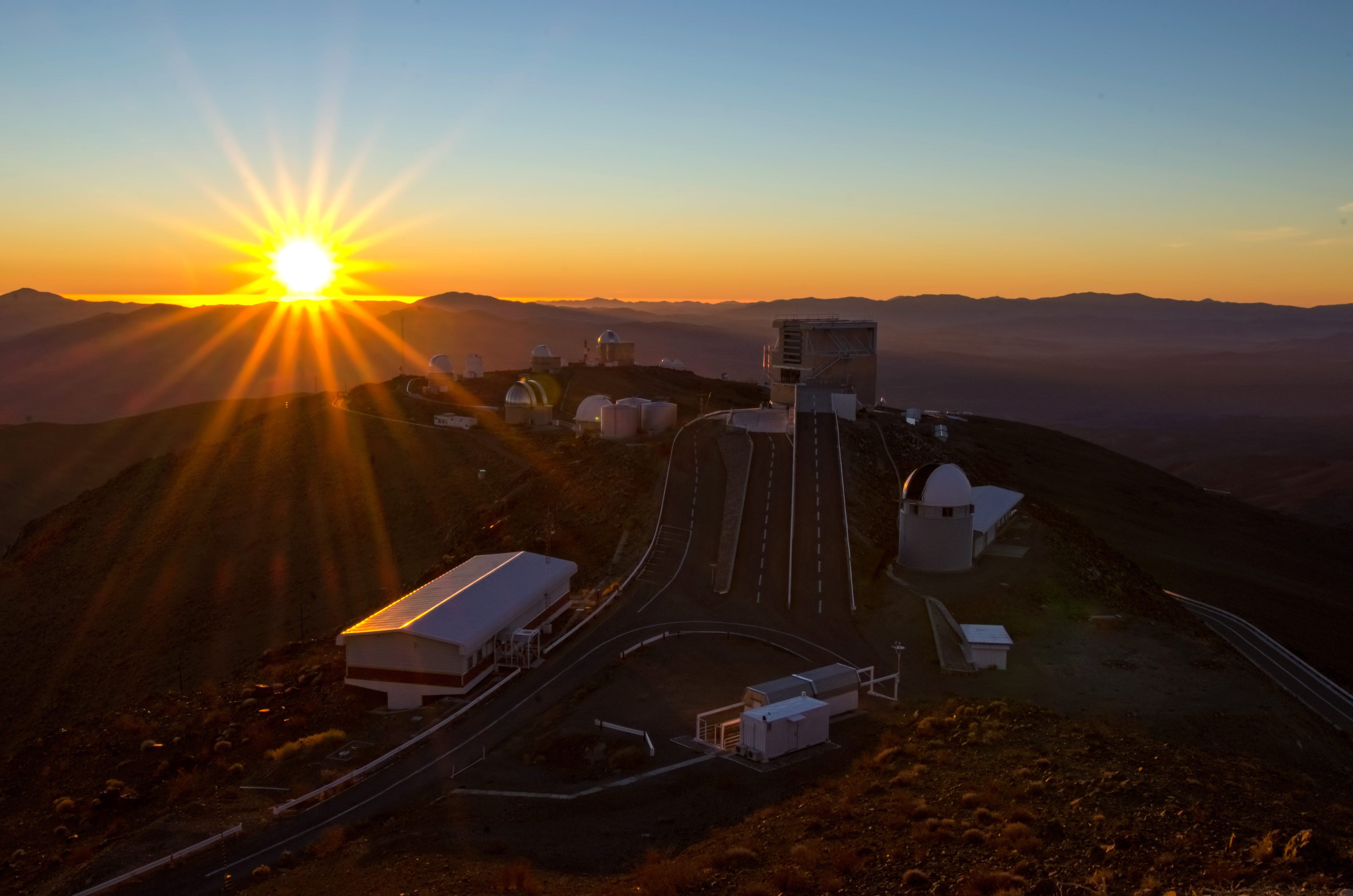
Закат в обсерватории Ла-Силья
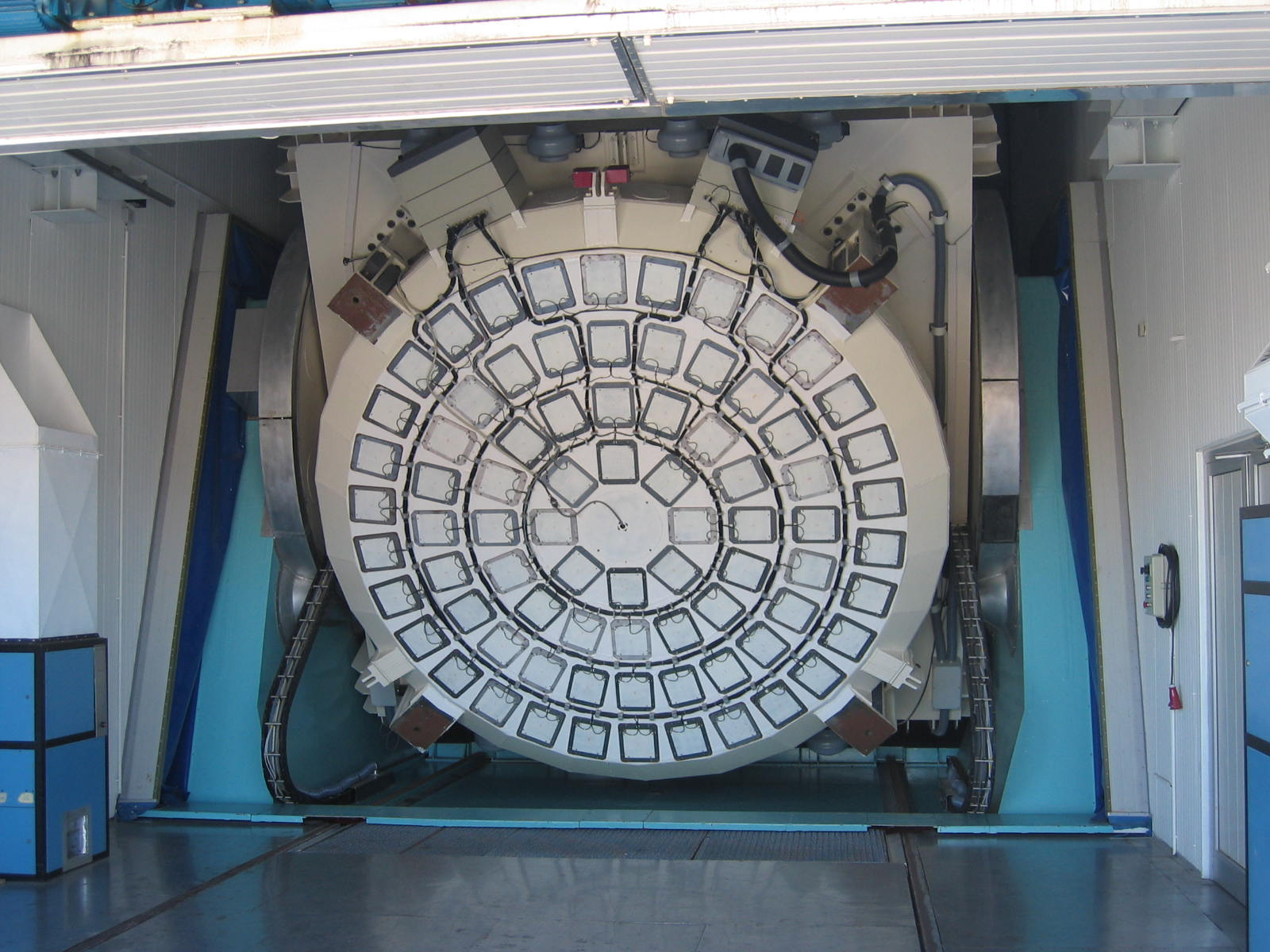
Зеркало NTT, система активной оптики
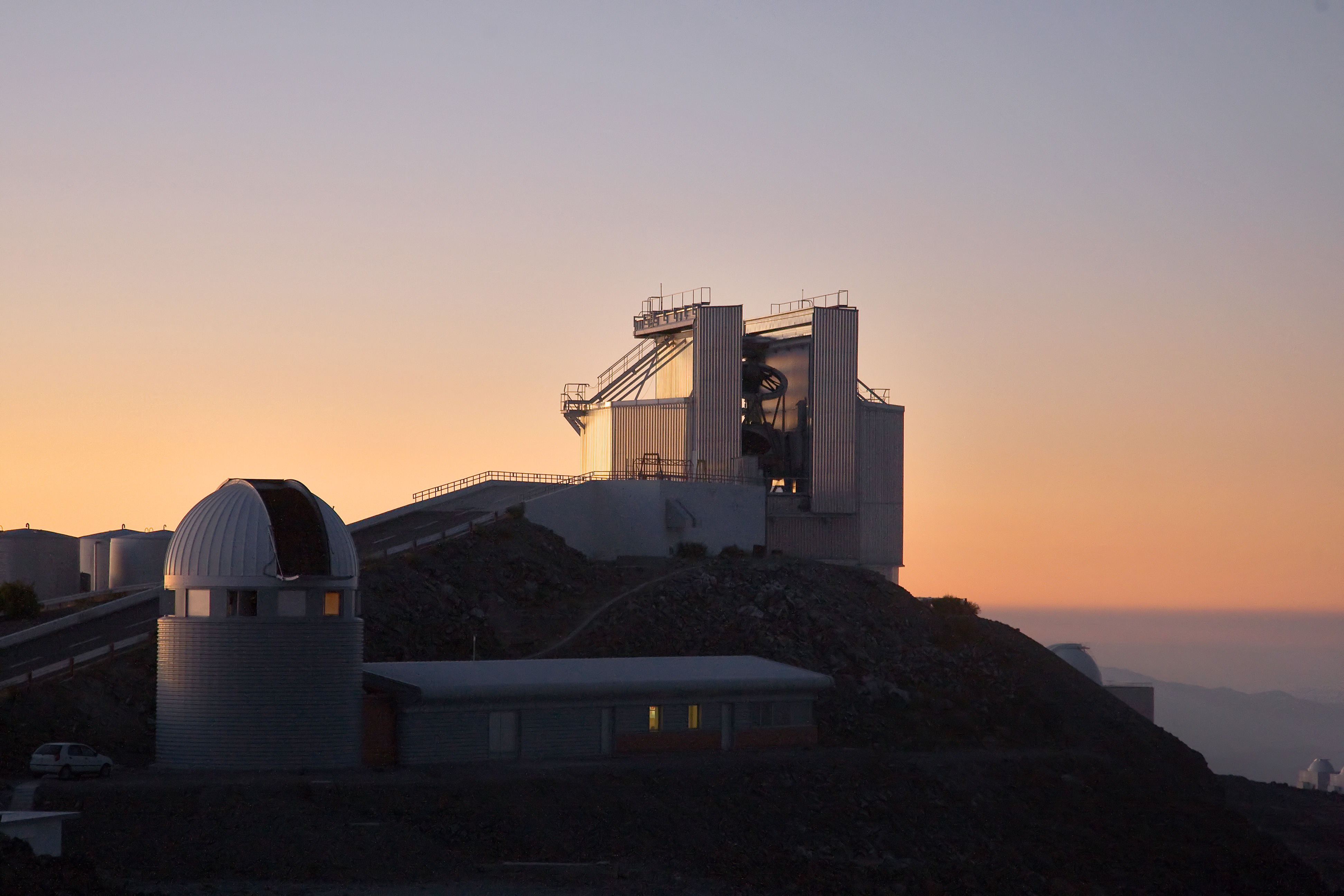
NTT и телескоп Леонарда Эйлера
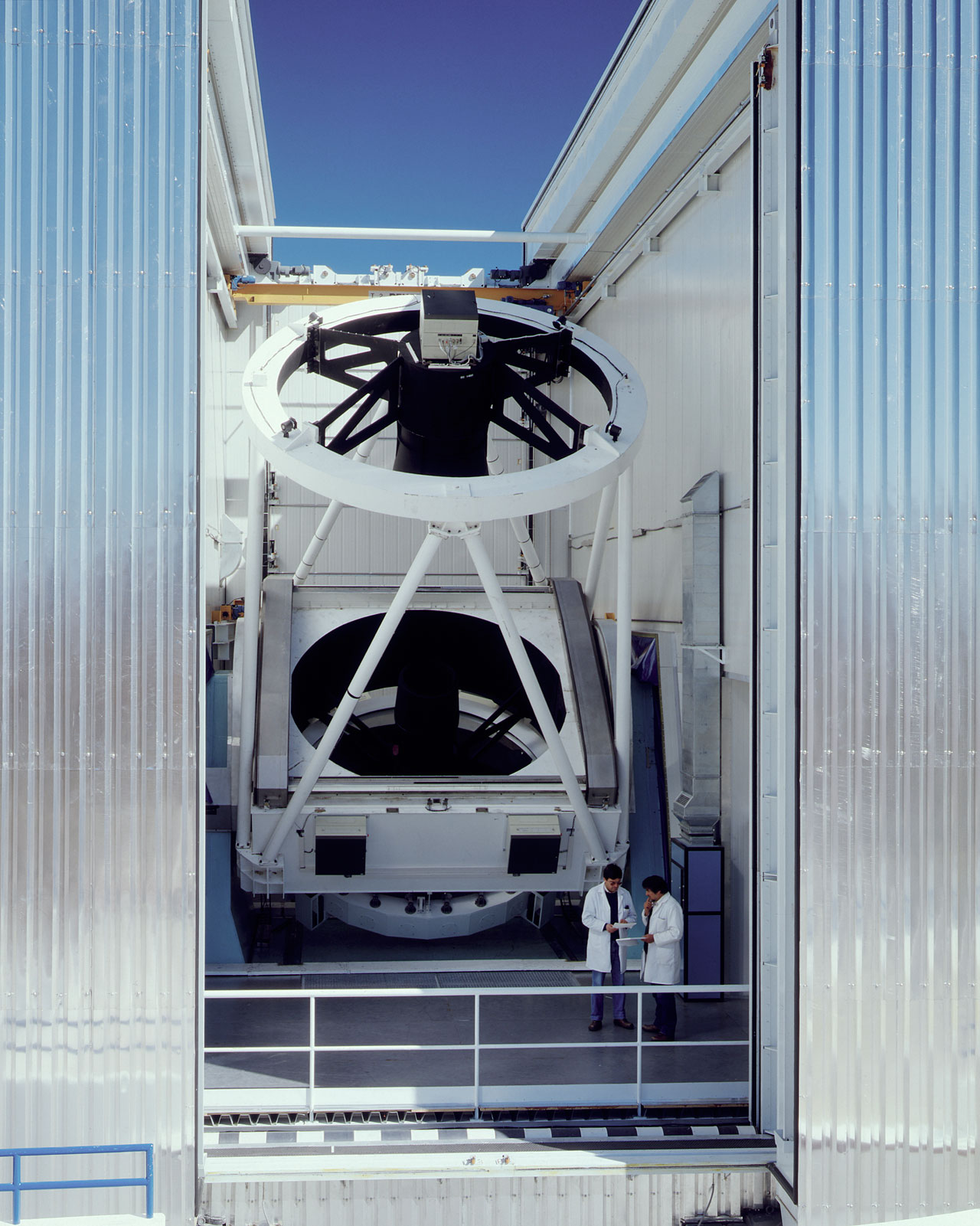
Зеркало NTT
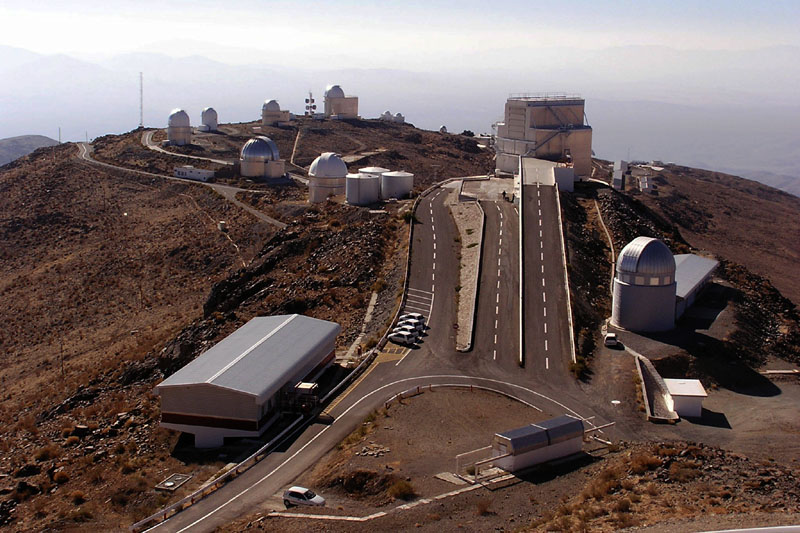
NTT, вид с 3,6-метрового телескопа ESO
- Видео изнутри NTT (объектив «рыбий глаз»)